# Eurystyles bertonii
Eurystyles bertonii là một loài thực vật có hoa trong họ Lan. Loài này được (Burns-Bal., H.Rob. & Merc.S.Foster) Szlach. mô tả khoa học đầu tiên năm 1992.